# Chrysolina philotesia
Chrysolina philotesia là một loài bọ cánh cứng trong họ Chrysomelidae. Loài này được Daccordi & Ruffo miêu tả khoa học năm 1980.